# Paul Heinemann
Cet article concerne le scientifique. Pour le pilote automobile, voir Paul Heinemann (pilote).
Paul Heinemann, né à Bruxelles le 16 février 1916 et mort dans la même ville le 18 juin 1996, est un ingénieur agronome belge, botaniste et mycologue, professeur à la faculté des Sciences agronomiques de Gembloux.
Il a été longtemps l'incarnation de la mycologie belge, tant pour les professionnels que les amateurs, et jouit d'une renommée mondiale pour ses travaux sur le genre Agaricus, mais aussi sur la mycologie d'Afrique tropicale (région dans laquelle il n'a pourtant jamais séjourné).
Il consacre l'essentiel de ses recherches au domaine de la systématique des Macromycètes et de leur écologie. Il exerce une influence discrète mais efficace sur l'étude de la mycorrhization, y compris les conceptions phylogénétiques des Endomycorrhizes vésiculo-arbusculaires (Glomales).
Il a eu également une activité importante dans le domaine de la vulgarisation, publiant une série de petites monographies beaucoup utilisées par les mycologues de terrain. En parallèle avec la fondation de l'Antwerpse Mycologische Kring, par son ami Louis Imler, il fonda le Cercle de Mycologie de Bruxelles avec Maurice Beeli, en 1946 et dont il devient le président en 1953.

## Biographie
Né le 16 février 1916 à Saint-Josse-ten-Noode, il connait une période difficile pendant ses études secondaires et peine à trouver un emploi en début de carrière, dans les années trente, ce qui forgera sans doute son caractère persévérant d'autodidacte et son esprit à la fois très ouvert et en même temps très critique.
Entré par la petite porte dans le métier, après une dizaine d'années comme ouvrier aide-jardinier au service des plantations de la ville de Bruxelles (1933-1941), il étudie simultanément la chimie en cours du soir à l'Institut des Arts et Métiers de Bruxelles.
Puis en 1941, il est engagé comme assistant phytosociologue au Centre de Recherches écologiques et phytosociologiques de Gembloux et au centre de Cartographie Phytosociologique, jusqu'en 1949. Là encore, simultanément il fait des études d'ingénieur agronome à l’Institut Agronomique de Gembloux.

## Œuvres
Paul Heinemann est l'auteur de 226 publications, contributions scientifiques et articles de vulgarisation.
Il a publié 435 taxons et noms nouveaux pour la mycologie, parmi lesquels deux familles, six genres, 346 espèces et 40 variétés. L'auteur commente et propose quelques corrections orthographiques, ainsi que deux nouveaux noms en remplacement de deux noms illégitimes : Agaricus niger et A. nobilis.

## Éponymie
Un genre, Heinemannomyces (en), lui est dédié par Watling, et six espèces d’Agaricaceae :  Agaricus heinemannianus, Cantharellus heinemannianus, Leucocoprinus heinemannii, Marasmius heinemannianus et Micropsalliota heinemaniana, Russula heinemannianii ont été nommés en son honneur (la plupart, post mortem), ainsi qu'une espèce de Laboulbeniales, Peyritschiella heinemanniana.